# Добрино (Смоленская область)
 Добрино — деревня в Смоленской области России, в  Духовщинском районе. Расположена в северной части области в 47 км к северу от  Духовщины, в 2 км севернее Озёрного, на берегу Смоленского водохранилища.
Население — 386 жителей (2007 год). Административный центр Добринского сельского поселения.

## Достопримечательности
- Древнее городище.